# Glutammina sintetasi
La glutammina sintetasi è un enzima che catalizza la formazione dell'amminoacido glutammina, a partire da glutammato, ammoniaca ed ATP. L'importanza della glutammina risiede nel suo coinvolgimento come fonte di azoto nella formazione di molti metaboliti. L'enzima è un omo-dodecamero di circa 600.000 dalton.
In tutti gli organismi la sua attività è controllata finemente.

## Regolazione della glutammina sintetasi inE. coli
Nell'Escherichia coli la regolazione, piuttosto complessa, è stata ben studiata ed ha fornito gli elementi per affrontare in modo analitico lo studio delle cascate enzimatiche.
L'enzima è regolato da una cascata enzimatica biciclica chiusa che controlla un processo di modifica covalente attraverso una adenililazione e deadenililazione della glutammina sintetasi. La modifica e demodifica della glutammina sintetasi sono catalizzate da un unico enzima l'adenilil trasferasi (ATasi) modulato da una PII (o proteina di Shapiro). Detta proteina è suscettibile di un processo di uridililazione così che può trovarsi sia in forma non modificata che in forma uridililata. Quando ATasi interagisce con la forma non modificata viene attivata in senso adenililante; quando ATasi interagisce, invece, con la proteina PII uridililata, essa si attiva come fosforilasi e rimuove dalla glutamina sintetasi adenililata, l'AMP come ADP. La adenililazione, che richiede ATP come substrato, si realizza con il trasferimento di un residuo di AMP a formare un estere fosforico su un residuo di tirosina presente su ciascuna delle 12 subunità di cui l'enzima si compone. L'attività biosintetica della glutammina sintetasi diminuisce all'aumentare del numero di subunità adenililate.
La regolazione per modifica covalente rende la glutammina sintetasi un enzima finemente regolato. la sua modulazione infatti risente oltre che dell'azione di effettori allosterici diretti, anche su quelli che agiscono sugli enzimi e le proteine che ne determinano il grado di modifica covalente.
La glutammina sintetasi è inibita parzialmente in modo allosterico da molti prodotti del metabolismo della glutammina, tra cui AMP, e da alanina e glicina.
L'attività degli inibitori è cumulativa.
Il grado di adenililazione oltre a modulare l'attività della glutammina sintetasi ne condiziona anche la suscettibilità alla modulazione allosterica.